# Festiwal Enter

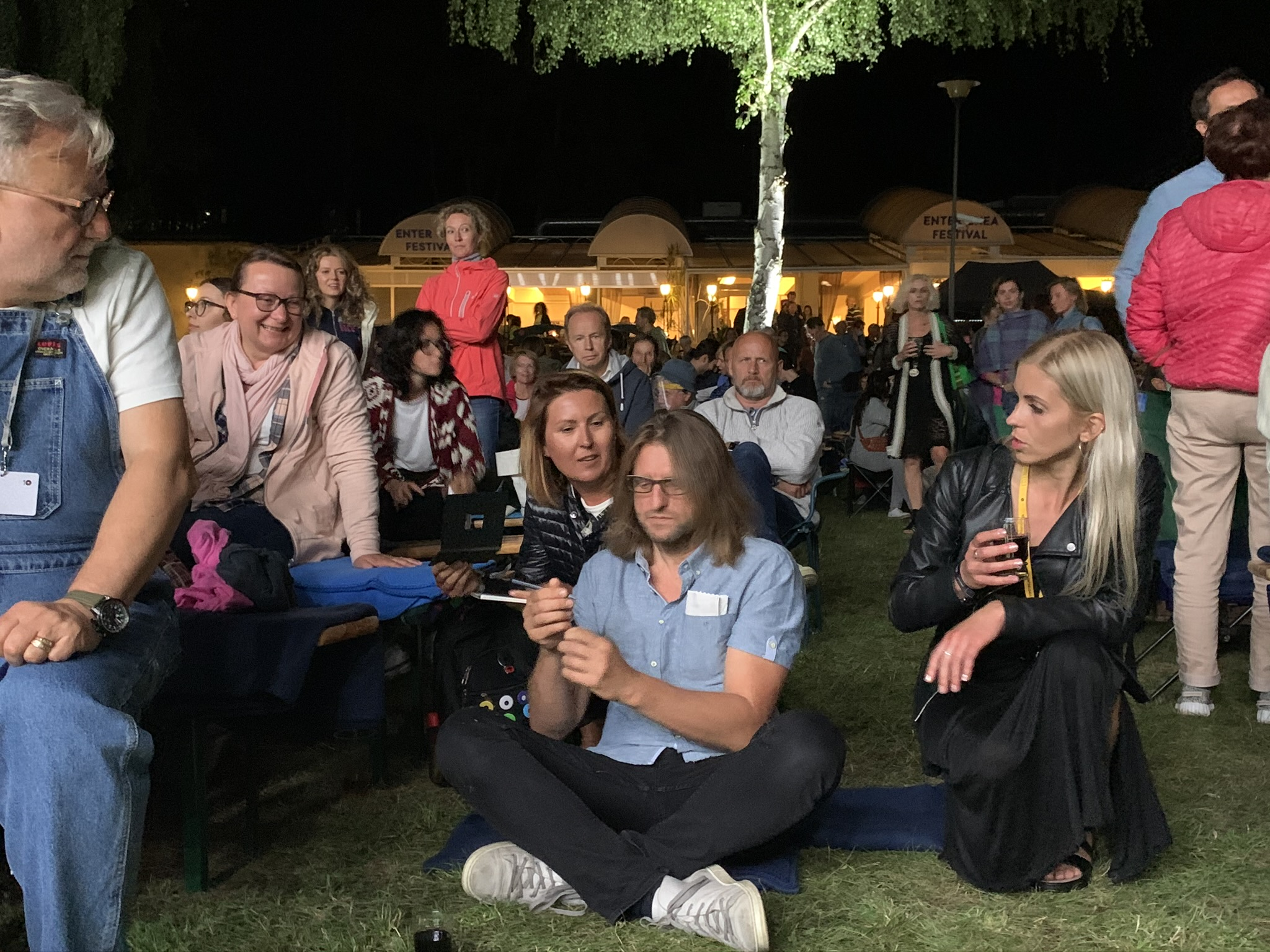
Scena z festiwalu Enter: artyści (tu: Leszek Możdżer) wśród publiczności

Festiwal Enter – coroczny międzynarodowy festiwal muzyki jazzowej organizowany od roku 2011 nad Jeziorem Strzeszyńskim w Poznaniu. Pomysłodawcą, dyrektorem i organizatorem festiwalu jest Jerzy Gumny, a dyrektorem artystycznym Leszek Możdżer. Festiwal organizowany jest na wolnym powietrzu na terenie restauracji „Oaza”, w pobliżu plaży miejskiej. Widownia mieści ok. 1000 osób. Koncerty festiwalowe odbywają się bezpośrednio przed świętem Bożego Ciała.
Komentatorzy podkreślają wysoki poziom artystyczny oraz unikatowy charakter festiwalu, wynikający z jego organizacji w plenerze poza miastem, z towarzyszącym śpiewem ptaków i innymi odgłosami natury, w połączeniu z kameralną atmosferą wynikającą ze stosunkowo niewielkiej liczby widzów.
W latach 2011–2014 oficjalna nazwa festiwalu brzmiała Enter Music Festival. W roku 2015 została zmieniona na Enter Enea Festival, co było wynikiem pozyskania firmy Enea jako sponsora tytularnego.

## Edycje

### 2011
W pierwszej edycji festiwalu (21–22.06.2011) wystąpili:
- dzień pierwszy:
  - Paweł Kaczmarczyk z zespołem Audiofeeleng Band(inne języki)
  - Michael Wollny(inne języki)
  - Wiktoria Tołstoj
- dzień drugi:
  - Leszek Możdżer (w towarzystwie multiinstrumentalisty Mino Cinelu) – premiera materiału z płyty Komeda
  - Nik Bartch Ronin
  - The Saintbox (Gabriela Kulka, Olo Walicki i Maciej Szupica) z towarzyszeniem Leszka Możdżera i Zohara Fresco

W trakcie drugiego dnia festiwalu nastąpiła 2-godzinna przerwa spowodowana gwałtowną burzą.

### 2012
W drugiej edycji festiwalu (5–6.06.2012) wystąpili:
- dzień pierwszy:
  - Edmar Castañeda Trio
  - Lutosphere: Leszek Możdżer, Andrzej Bauer i M.Bunio.S (na podstawie twórczości Witolda Lutosławskiego)
  - Nils Landgren Funk Unit (Nils Landgren, Magnum Coltrane Price(inne języki), Magnus Lindgren(inne języki), Jonas Wall, Sebastian Studnitzky(inne języki), Andy Pfeiler, Robert Mehmet Ikiz, Wolfgang Haffner(inne języki))
- dzień drugi:
  - Atom String Quartet (Dawid Lubowicz, Mateusz Smoczyński, Michał Zaborski, Krzysztof Lenczowski)
  - Lars Danielsson Quartet – premiera albumu Liberetto (pozostali wykonawcy: Michael Wollny, Magnus Öström(inne języki), John Parricelli(inne języki), Arve Hendriksen)
  - zespół Cellonet

### 2013
W trzeciej edycji festiwalu (28–29.05.2013) wystąpili:
- dzień pierwszy:
  - Marialy Pacheco(inne języki) Trio
  - Adrian Gaspar(inne języki) (projekt „Balkanix”)
  - Możdżer Danielsson Fresco trio (przedpremiera materiału z nowej płyty)
- dzień drugi:
  - Zohar Fresco i goście (Ghatam Suresh – bębny indyjskie, Mysore A Chandan Kumar – flety, Antolenno Massina – akordeon)
  - Cæcilie Norby (muzycy towarzyszący: Lars Danielsson, Leszek Możdżer, Nguyên Lê, Robert Ikiz(inne języki)); premiera muzyki z albumu Silent Ways
  - Ba Cissoko(inne języki) z zespołem

### 2014
W czwartej edycji festiwalu (17–18.06.2014) wystąpili:
- dzień pierwszy:
  - Bartosz Dworak Quartet
  - Shai Maestro Trio (Szaj Maestro, Jorge Roeder(inne języki), Ziw Rawic)
  - Leszek Możdżer: Piano Phase(inne języki)
- dzień drugi:
  - Marius Neset(inne języki) & Trondheim Jazz Orchestra
  - 3 Cohens Sextet
  - Jacek Kochan, Dominik Wania, Leszek Możdżer (premiera materiału z płyty Third of Three)

### 2015
W piątej edycji festiwalu (2–3.06.2015) wystąpili:
- dzień pierwszy:
  - Sorin Zlat Trio
  - Mateusz Pospieszalski z zespołem, z udziałem Anny Marii Jopek i Adama Nowaka: Pamiętnik z powstania warszawskiego (do tekstów z Pamiętnika z powstania warszawskiego Mirona Białoszewskiego)
  - Leszek Możdżer: Bal w Operze (do tekstu Juliana Tuwima); śpiew: Barbara Melzer, Justyna Szafran, Bogna Woźniak-Joostberens, Beata Wyrąbkiewicz, Jacek Bończyk, Sambor Dudziński, Konrad Imiela, Paweł Kamiński, Piotr Kamiński, Mariusz Kiljan i Cezary Studniak[15].
- dzień drugi:
  - Leszek Możdżer + Dominik Bukowski(inne języki) + Atom String Quartet
  - Ambrose Akinmusire(inne języki) Quartet
  - Michael Wollny + Tamar Halperin(inne języki) + Hanno Busch(inne języki): Wunderkammer

### 2016
W szóstej edycji festiwalu (24–25.05.2016) wystąpili:
- dzień pierwszy:
  - Jakub Płużek Quartet
  - Leszek Możdżer, Dieter Ilg(inne języki), Eric Allen(inne języki)
  - Zohar Fresco Quartet
- dzień drugi:
  - Nikola Kołodziejczyk Orchestra
  - Leszek Możdżer, Iva Bittová, Oskar Török(inne języki)
  - radio.string.quartet(inne języki)

### 2017
Siódma edycja festiwalu trwała 3 dni (12–14.06.2017). Program:
- dzień pierwszy (wstęp wolny):
  - wernisaż Bogusława Bachorczyka (wystawa Chlorofil utracony, odsłonięcie rzeźby plenerowej Królik, który widział jutro)
  - SHMIB (Symultaniczna Hybryda Muzyki Improwizowanej z Bioartem): Elvin Flamingo, Irek Wojtczak, zespoły JAAA! i Infer oraz Leszek Możdżer (gościnnie)

- dzień drugi:
  - Kwadrofonik i goście: Steve Reich, Music for 18 Musicians
  - Barbara Drążkowska (fortepian), BC Manjunath (instrumenty perkusyjne)
  - Leszek Możdżer, Gloria Campaner(inne języki) (koncert na 2 fortepiany)

- dzień trzeci[a]:
  - Thomas Enhco(inne języki) (fortepian), Vassilena Serafimova(inne języki) (marimba)
  - Leszek Możdżer, Marcin Wasilewski, Paweł Kaczmarczyk, Piotr Orzechowski (koncert na 4 fortepiany)
  - Leszek Możdżer, Iiro Rantala(inne języki), Michael Wollny   (koncert na 3 fortepiany)

### 2018
W ósmej edycji festiwalu (28–30.05.2018) wystąpili:
- dzień pierwszy (wstęp wolny):
  - wernisaż Guzik z teorii widzenia (Zbigniew Sałaj) i Tężnia Sztuki (Robert Kuśmirowski)
  - Miłosz Pękala, Bartosz Weber, Wiktor Podgórski, Leszek Możdżer: Echo Serca

- dzień drugi:
  - Tomasz Chyła Quintet
  - First Strings on Mars
  - Leszek Możdżer, Lars Danielsson, Adam Pierończyk, Magnus Öström(inne języki), Sławomir Koryzno, Poznański Chór Chłopięcy pod dyrekcją Jacka Sykulskiego: Psalmy Dawidowe

- dzień trzeci:
  - Aleksiej Archipowski, Leszek Możdżer
  - Maciej Obara Quartet
  - Tia Fuller(inne języki), Leszek Możdżer, Lars Danielsson, Bodek Janke(inne języki), Vojto Monteur i orkiestra Collegium F pod dyrekcją Marcina Sompolińskiego: Symphosphere

### 2019
W dziewiątej edycji festiwalu (17–19.06.2019) wystąpili:
- dzień pierwszy (wstęp wolny):
  - wernisaż Kraina pieczonych gołąbków (Agnieszka Antkowiak, Sławomir Brzoska, Jarosław Fliciński(inne języki), Izabella Gustowska, Jędrzej Hofman, Bartosz Kokosiński, Piotr C. Kowalski, Łódź Kaliska, Marcin Łukasiewicz(inne języki), Ewa Partum, Anne Peschken/Marek Pisarsky (Urban Art), Sławomir Toman(inne języki) i Mirella von Chrupek) oraz Strzeszynek – Wypoczynek (replika neonu według projektu Zbigniewa Kaji)
  - Teatr Pieśń Kozła, Leszek Możdżer: Raport Kasandry
  - Dagadana i goście (Tomasz Dworakowski, Cyprian Baszyński, Dawid Główczewski, Przemysław Florczak, Leszek Możdżer i Kacper Smoliński[20])
- dzień drugi
  - Taksim Trio(inne języki) (Hüsnü Şenlendirici(inne języki), İsmail Tunçbilek(inne języki), Aytaç Doğan(inne języki)[20])
  - Jojo Mayer, Nerve
  - Billy Cobham i Leszek Możdżer z zespołem (Marcin Wądołowski, Jakub Mizeracki i Michał Górecki[20])[b]
- dzień trzeci
  - Reunion Quartet (Susan Weinert(inne języki), Martin Weinert, Leszek Możdżer, Cezary Konrad)
  - Chris Jarrett(inne języki), Leszek Możdżer
  - Kočani Orkestar

### 2020

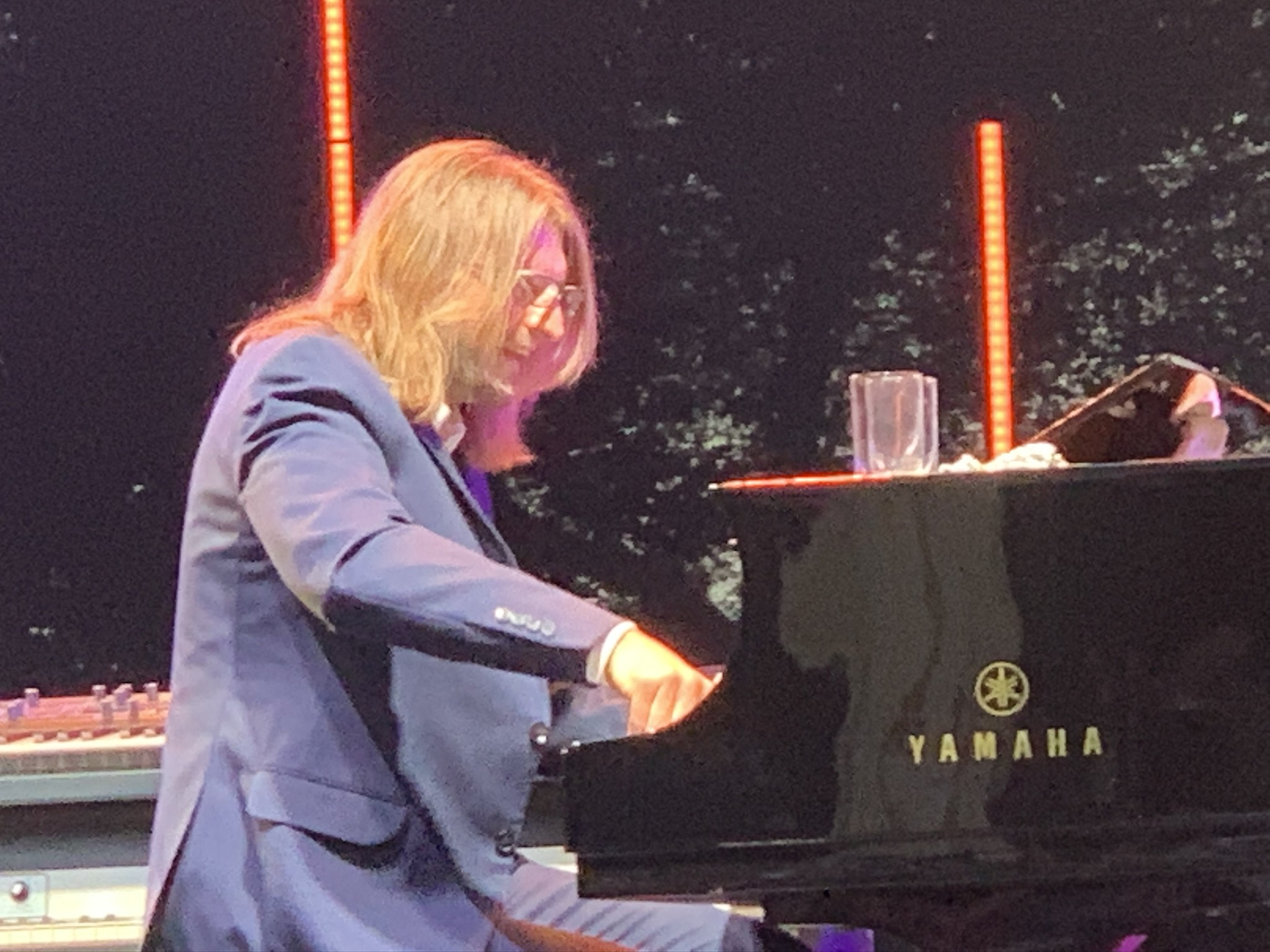
Leszek Możdżer podczas koncertu z Isfarem Sarabskim

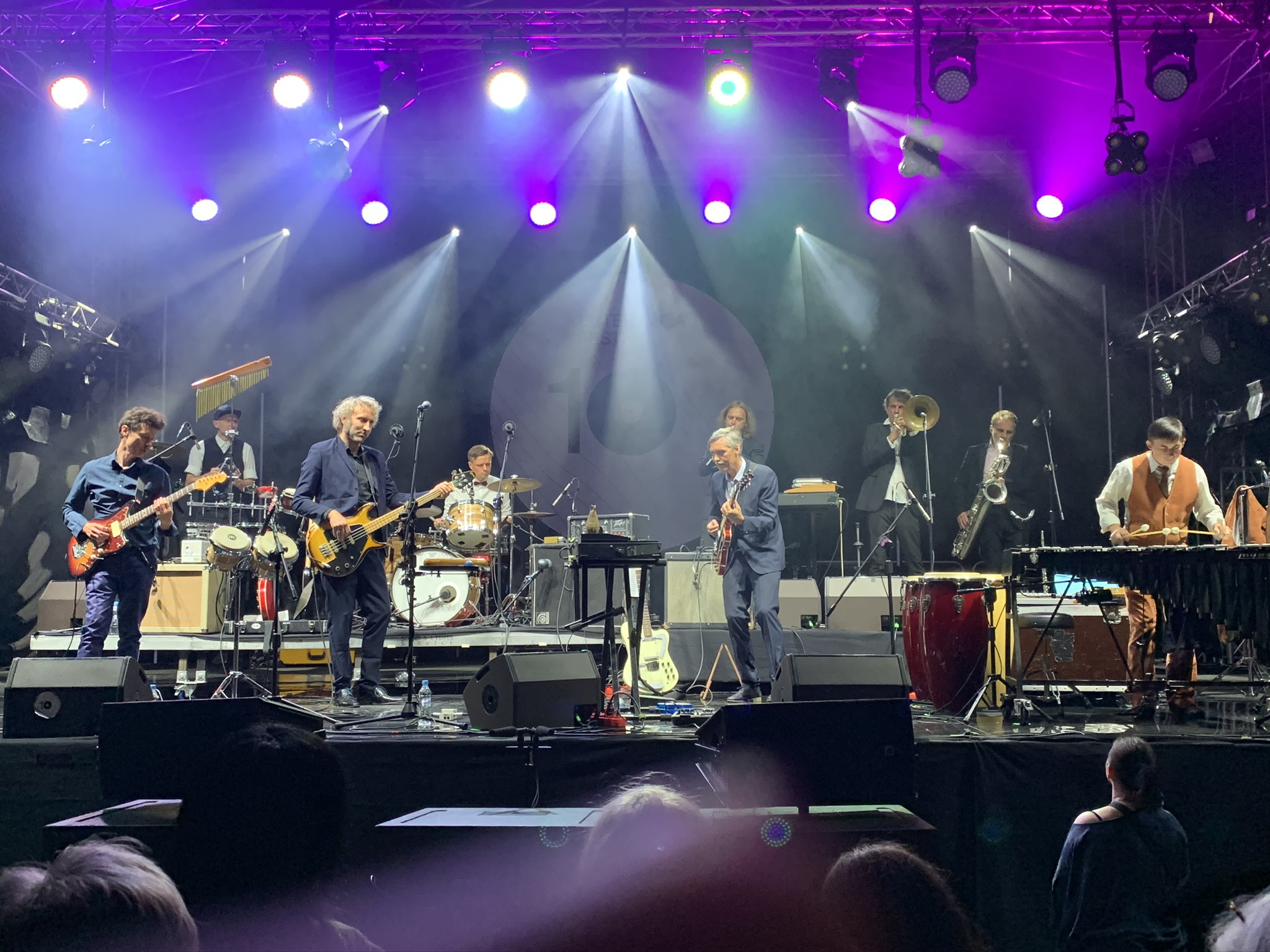
Koncert finałowy 10. edycji festiwalu: Mitch & Mitch

Dziesiąta edycja festiwalu zaplanowana została na 7–10.06.2020 (miała trwać 4 dni), jednak ze względu na restrykcje związane z pandemią choroby COVID-19 termin zmieniony został na 21–23.08.2020, natomiast w dniach 9–10.06. zorganizowana została kolacja plenerowa połączona z koncertem fortepianowym Leszka Możdżera. Trzydniowy program objął:
- dzień pierwszy:
  - Kasia Pietrzko Trio (Kasia Pietrzko, Andrzej Święs(inne języki) i Piotr Budniak)
  - Lars Danielsson i Leszek Możdżer
  - Marcin Wasilewski Trio (Marcin Wasilewski, Sławek Kurkiewicz, Michał Miśkiewicz) i Adam Pierończyk[c]

- dzień drugi:
  - wernisaż – Paweł Matyszewski: Transplantacje, Przebarwienia
  - Kamil Piotrowicz Sextet (Kamil Piotrowicz, Kuba Więcek, Marek Pospieszalski(inne języki), Emil Miszk,  Andrzej Święs(inne języki) i Krzysztof Szmańda)[d]
  - Michał Salamon: Lion’s Gate (udział wzięli: Michał Salamon, Grzegorz Piotrowski, Mikołaj Kostka, Miłosz Skwirut i Patryk Dobosz)[d]
  - Leszek Możdżer i Orkiestra Kameralna Polskiego Radia Amadeus pod dyrekcją Agnieszki Duczmal

- dzień trzeci:
  - Isfar Sarabski(inne języki) i Leszek Możdżer[e]
  - Otis Sandsjö(inne języki), Elias Stemeseder(inne języki), Frans Petter Eldh(inne języki) i Tilo Weber(inne języki): Y-OTIS
  - Mitch & Mitch

### 2021
Z powodu trwających ograniczeń związanych z pandemią COVID-19, 11 edycja festiwalu została podzielona na dwie części. Pierwsza, nazwana Preludium, odbyła się w dniach 31 maja i 1 czerwca. Program w obu dniach był zasadniczo taki sam:
- wernisaż Marcin Zawicki To żyje (31.05.)
- Leszek Możdżer
- Aga Derlak i goście: Atom String Quartet, Dorota Miśkiewicz (tylko 31.05.), Basia Derlak, Jerzy Małek (tylko 1.06.)

Część druga została odbyła się 13–15 sierpnia, a jej program objął:
- dzień pierwszy:
  - wernisaż – Edyta Hul(inne języki): Currara 
  - Mariusz Patyra, Michail Raduński i Kirył Keduk(inne języki)
  - Marta Wajdzik Quartet (Marta Wajdzik, Paweł Tomaszewski, Robert Kubiszyn i Paweł Dobrowolski)
  - Michał Urbaniak, Leszek Możdżer, Marcin Pospieszalski, Michael Stewart i Frank Parker wraz z orkiestrą Teatru Wielkiego im. Stanisława Moniuszki w Poznaniu pod batutą Katarzyny Tomali-Jedynak: UrbSymphony

- dzień drugi:
  - Adam Palma i Tomas Celis Sanchez z udziałem Leszka Możdżera
  - Andrei Kondakov Trio (Andriej Kondakow, Władimir Wołkow(inne języki) i Garik Bagdasarjan) z udziałem Leszka Możdżera
  - Omri Mor Trio (Omri Mor(inne języki), Romain Labaye i Mourad Karim Ziad)

- dzień trzeci:
  - Marcin Pater Trio (Marcin Pater, Mateusz Szewczyk i Adam Wajdzik) z udziałem Leszka Możdżera
  - Kapela ze Wsi Warszawa z udziałem Leszka Możdżera
  - Marilyn Mazur Quartet (Marilyn Mazur, Makiko Hirabayashi(inne języki), Klavs Hovman(inne języki) i Jakob Buchanan(inne języki)) z udziałem Normy Winstone(inne języki)

### 2022
W dwunastej edycji festiwalu (13–15.06.2022) wystąpili:
- dzień pierwszy:
  - wernisaż Marcin Zawicki: Grzyby
  - Verneri Pohjola Quartet (Verneri Pohjola(inne języki), Tuomo Prättälä(inne języki), Antti Lötjönen(inne języki), Mika Kallio(inne języki))
  - Adam Bałdych Quintet (Adam Bałdych, Michał Barański, Dawid Fortuna(inne języki), Marek Konarski), z udziałem Paola Fresu(inne języki) i Leszka Możdżera: Poetry
  - Christophe Chassol(inne języki)
- dzień drugi
  - Marialy Pacheco(inne języki) i Leszek Możdżer[6][38][f]
  - Daniel Herskedal Trio (Daniel Herskedal(inne języki), Eyolf Dale(inne języki), Helge Andreas Norbakken(inne języki))
  - Leszek Możdżer & Orkiestra Teatru Wielkiego im. Stanisława Moniuszki w Poznaniu pod batutą Katarzyny Tomali-Jedynak (z udziałem Verneriego Pohjoli, Adama Bławickiego, Bartka Królika i Łukasza Sobolaka): kompozycja Leszka Możdżera, Moniuszko alt_shift_1 escape na podstawie Uwertury Fantastycznej „Bajka” Stanisława Moniuszki
- dzień trzeci
  - Chojnacki/Miguła Contemplations (Jan Chojnacki, Filip Miguła, Bartłomiej Chojnacki, Adam Wajdzik)
  - Marialy Pacheco & Omar Sosa: Manos
  - Mohini Dey(inne języki) z zespołem (Gergo Borlai(inne języki), Mark Hartsuch, Mike Gotthard, Daniel Szebenyi), z udziałem Leszka Możdżera

### 2023

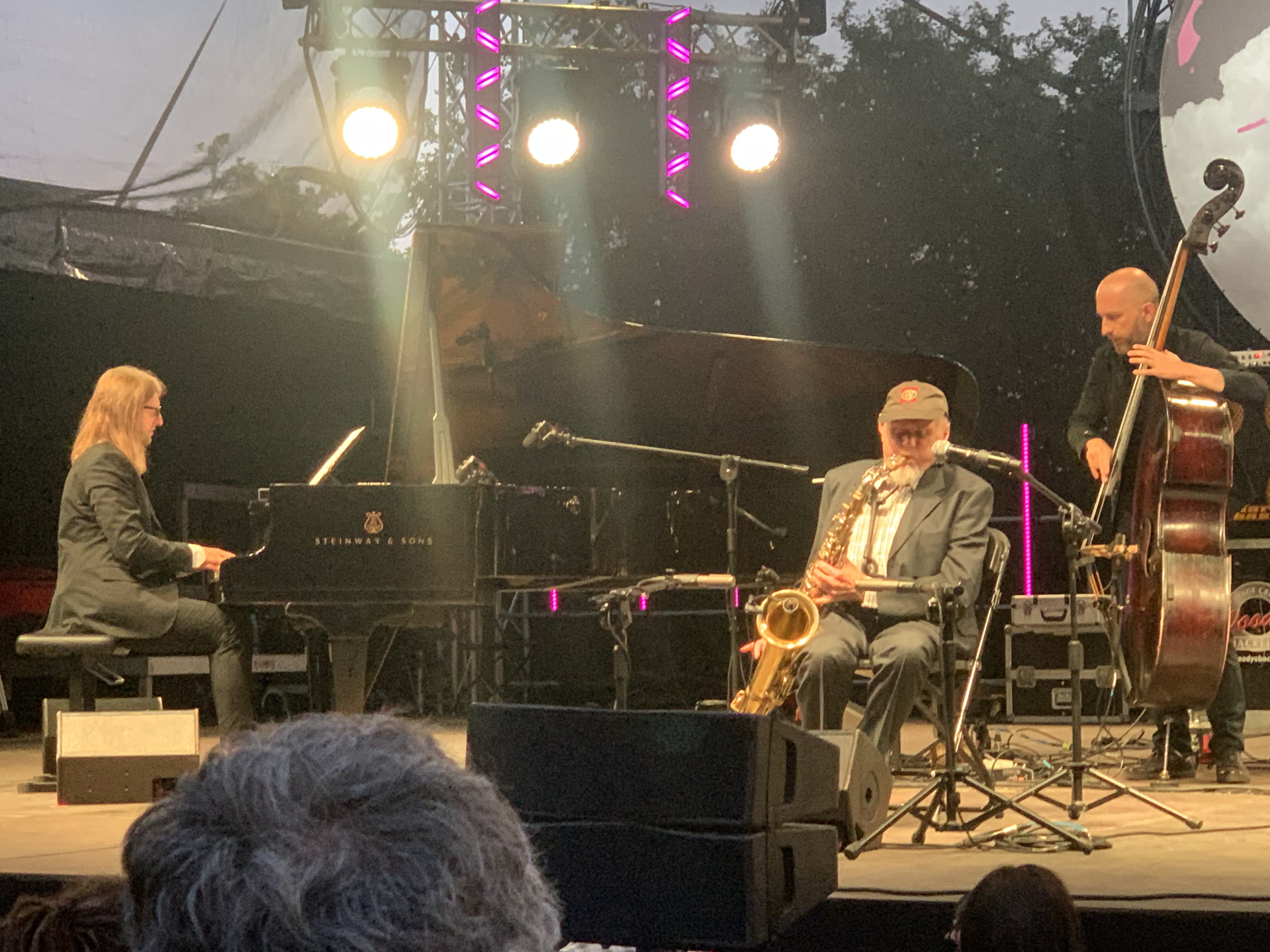
Koncert finałowy 13. edycji festiwalu: Jan Ptaszyn Wróblewski, Andrzej Święs i Leszek Możdżer

W trzynastej edycji festiwalu (4–7.06.2023) wystąpili:
- dzień pierwszy (wstęp bezpłatny)[44][45]:
  - Big Band Solna/Sonar
  - Andrés Coll Odyssey (Andrés Coll, Majid Bekkas(inne języki), Mateusz Smoczyński, Ramón López)
  - Wernisaż „...siała baba mak...” (Izabella Gustowska) wraz z chórem „Pogłosy” pod dyrekcją Joanny Sykulskiej, z udziałem Malwiny Paszek i Patryka Lichoty[44]
- dzień drugi:
  - Dhafer Youssef, Mario Rom(inne języki), Daniel Garcia, Swaeli Mbappé, Shayan Fathi(inne języki): Street of Minarets – trasa premierowa
  - Jazz Forum Machine (Kasia Pietrzko, Kacper Smoliński, Tomasz Chyła, Maciej Kądziela(inne języki), Jakub Mizeracki, Roman Chraniuk i Adam Zagórski)
  - Leszek Możdżer & MACV Orkiestra Instrumentów Dawnych Warszawskiej Opery Kameralnej pod dyrekcją Marcina Sompolińskiego z udziałem Patrycji Betley (Composites – prapremiera koncertowa)
- dzień trzeci:
  - Makowicz vs. Możdżer
  - Cécile McLorin Salvant, Sullivan Fortner(inne języki), Yasushi Nakamura(inne języki), Weedie Braimah(inne języki) i Savannah Harris(inne języki): Mélusine – trasa premierowa
  - Rafał Zapała, Malwina Paszek, Oliwia Abravesh, Ulyana Tobera, Kacper Krupa, Piotr Cienkowski, Stanisław Aleksandrowicz i Maciej Waleszczyk: The lake has a masterplan (Pharoah Sanders Tribute)
- dzień czwarty:
  - Gloria Campaner Trio: Gloria Campaner(inne języki), Alessandro Carbonara, Mario Stefano Pietrodarchi(inne języki)
  - Jan Ptaszyn Wróblewski, Andrzej Święs(inne języki), Marcin Jahr, z udziałem Leszka Możdżera
  - Connie Han Trio: Connie Han(inne języki), Bill Wysaske i Ryan Berg

### 2024

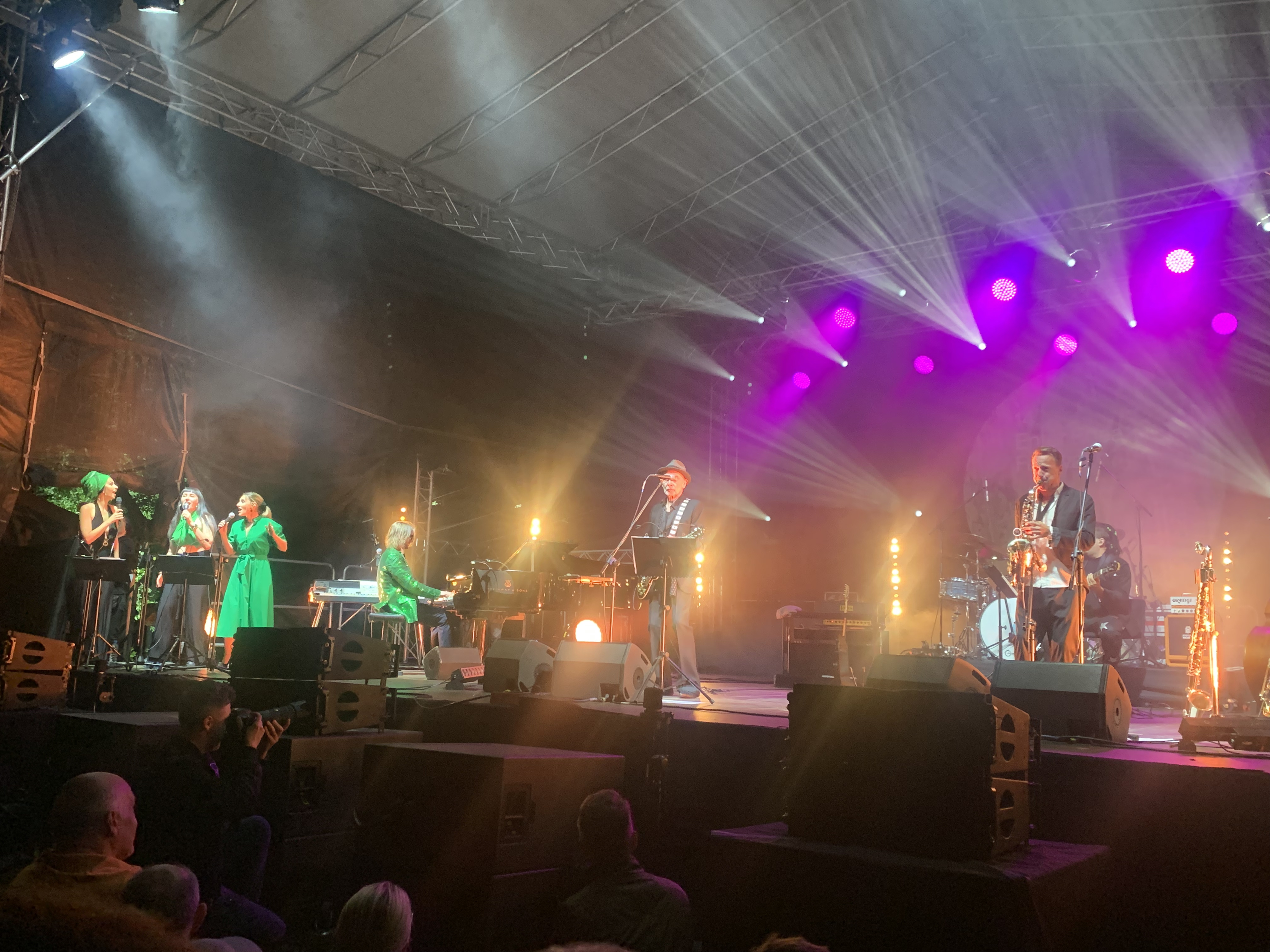
Koncert finałowy 14. edycji festiwalu: Voo Voo (na zdjęciu Wojciech Waglewski i Mateusz Pospieszalski) oraz Leszek Możdżer

W czternastej edycji festiwalu (26–29.06.2024) wystąpili:
- dzień pierwszy (wstęp bezpłatny):
  - Shata QS z Leszkiem Możdżerem
  - Philippe Quesne(inne języki) / Vivarium Studio(inne języki): Krety
  - Wernisaż „Przy ziemi ” (Krzysztof Maniak)
- dzień drugi:
  - Gard Nilssen’s Supersonic Orchestra(inne języki) (Gard Nilssen(inne języki), André Roligheten(inne języki), Eirik Hegdal(inne języki), Per „Texas” Johansson(inne języki), Jonas Kullhammar(inne języki), Mette Rasmussen(inne języki), Maciej Obara, Signe Emmeluth(inne języki), Thomas Johansson(inne języki), Goran Kajfes(inne języki), Erik Johannessen(inne języki), Guro Kvåle, Petter Eldh(inne języki), Ole Morten Vågan(inne języki), Ingebrigt Håker Flaten(inne języki), Håkon Mjåset Johansen(inne języki), Hans Hulbækmo(inne języki))
  - Jesús Molina z zespołem (Guy Bernfeld, Roni Kaspi(inne języki), Rock Choi)
  - Natalie Tenenbaum z udziałem Leszka Możdżera
- dzień trzeci:
  - Brandee Younger Trio (Brandee Younger(inne języki), Rashaan Carter(inne języki), Ele Howell)
  - Atom String Quartet i Leszek Możdżer: Hommage à Penderecki
  - Joey Calderazzo(inne języki), John Patitucci, Dave Weckl Trio
- dzień czwarty:
  - Linda May Han Oh(inne języki) z zespołem (Will Vinson(inne języki), Fabian Almazán(inne języki), Ziv Ravitz(inne języki)): Aventurine
  - Kassa Overall(inne języki) z zespołem (Bendji Allonce, Tomoki Sanders, Matt Wong(inne języki))
  - Voo Voo (Wojciech Waglewski, Karim Martusewicz, Michał Bryndal, Mateusz Pospieszalski)  i Leszek Możdżer

### 2025
W piętnastej edycji festiwalu (15–18.06.2025) wystąpili:
- dzień pierwszy (wstęp bezpłatny):
  - Gniewomir Tomczyk „Perpetus”. Skład: Gniewomir Tomczyk – perkusja i elektronika, Mateusz Smoczyński – skrzypce, Krzysztof Lenczowski – wiolonczela i Jakub Dworak – kontrabas.
  - Wernisaż Konrada Juścińskiego
  - Blu/Bry (zdobywcy m.in. Grand Prix Jazz Juniors 2024[54] i Jazzu nad Odrą 2025[55]). Skład: Jan Kusz – saksofony, Tomasz Kusz – trąbka, Jakub Letkiewicz – fortepian, Franciszek Wicke – gitara basowa i kontrabas oraz Stanisław Banyś – perkusja
- dzień drugi:
  - Yonglee & the Doltang. Skład: Songyi Jeon – wokal, Youngwoo Lee – syntezatory, elektronika, Hwansu Kang – gitara basowa i Dayeon Seok – perkusja.
  - 30 years of E.S.T – w hołdzie dla Esbjörn Svensson Trio. Skład: Magnus Öström(inne języki) – perkusja, Magnus Lindgren(inne języki) – saksofon, Ulf Wakenius(inne języki) – gitara, Joel Lyssarides(inne języki) – fortepian i Verneri Pohjola(inne języki) – trąbka.
  - specjalny projekt festiwalowy Leszka Możdżera pt. „pro tone unit”, w którym poza Możdżerem udział wzięli Tia Fuller(inne języki), Terri Lyne  Carrington, Cheikh Ndoye i Mino Cinelu
- dzień trzeci:
  - Anat Cohen(inne języki) Quartetinho. Skład: Anat Cohen – klarnet, Vitor Gonçalves(inne języki) – fortepian, Tal Mashiach – bas akustyczny i  James Shipp(inne języki) – perkusja.
  - Kenny Garrett „Sounds From The Ancestors”. Skład: Kenny Garrett – saksofon altowy i tenorowy, Jeremiah Edwards – bas akustyczny, Rudy Bird(inne języki) – perkusja, Keith Brown(inne języki) – pianino, Michael Ode(inne języki) – perkusja oraz Melvis Santa – wokal i instrumenty klawiszowe.
  - Al Di Meola. Skład: Al Di Meola – gitara, Sergio Martinez – perkusja i Peo Alfonsi(inne języki) – gitara.
- dzień czwarty:
  - Leszek Możdżer i Orkiestra Filharmonii Poznańskiej „Bach Expanded”
  - Filip Wojciechowski Jazz Trio i Orkiestra Filharmonii Poznańskiej „Od Bacha do Gershwina”
  - Leszek Możdżer i Orkiestra Filharmonii Poznańskiej „George Gershwin Koncert F(inne języki) / Rhapsody in Blue” (dyrygent Marcin Sompoliński)

## Wydarzenia towarzyszące
Od 2024 r. w Sali Ziemi pod egidą Festiwalu Enter organizowane są dodatkowe koncerty:
- 22 stycznia 2014: Mariza[56]
- 15 lutego 2024: Leszek Możdżer i Adam Bałdych[57]
- 1 października 2024: Jan Garbarek, z udziałem Triloka Gurtu (perkusja), Yuriego Daniela(inne języki) (gitara basowa) i Rainera Brüninghausa(inne języki)[58][59]
- 23 października 2024: Branford Marsalis z zespołem[58]
- 6 kwietnia 2025: Concha Buika[60][61]